# Courtney Taylor
Courtney Taylor (Thousand Oaks, California; 7 de mayo de 1988) es una actriz pornográfica y modelo erótica estadounidense.

## Biografía
Taylor nació en mayo de 1988 en Thousand Oaks, ciudad del Condado de Ventura (California). No se sabe mucho de su vida hasta 2008, momento que en a sus 20 años de edad decide ingresar en la industria pornográfica.
Como actriz, ha trabajado en películas de productoras como Adam & Eve, Evil Angel, Zero Tolerance, Elegant Angel, Devil's Film, 3rd Degree, New Sensations, Femdom Empire o Wicked Pictures.
En 2011 recibió su primera nominación en los Tranny Awards a la Mejor escena por Rogue Adventures 37 junto a la actriz transexual Aly Sinclair.
En 2014 fue nominada en los Premios AVN en la categoría de Mejor escena POV de sexo, junto a Jimmy Broadway, por la película Watch Me Cuckold You.
Algunos títulos de su filmografía son A POV Sphinctacular, Big Tit Fanatic, First Day Jitters 2, Gazongas 11, Little Spermaid, Mommy X-Perience 3, Wet, Strap-On Dream Team o Sex.
Ha rodado más de 360 películas como actriz.

## Premios y nominaciones
| Año  | Ceremonia     | Resultado | Premio                                        | Trabajo              |
| ---- | ------------- | --------- | --------------------------------------------- | -------------------- |
| 2011 | Tranny Awards | Nominada  | Mejor escena                                  | Rogue Adventures 37  |
| 2014 | Premios AVN   | Nominada  | Mejor escena POV de sexo                      | Watch Me Cuckold You |
| 2014 | The Fannys    | Nominada  | Thirsty Girl (Best Oral)                      | —                    |
| 2015 | Premios AVN   | Nominada  | Premio fan: Mejores pechos                    | —                    |
| 2017 | Premios AVN   | Nominada  | Premio fan: Mejores pechos                    | —                    |
| 2017 | Premios XBIZ  | Nominada  | Mejor escena de sexo en película protagonista | DNA                  |